# Stina Krooks Stiftelse
Stina Krooks Stiftelse delar ut stipendier till finländska bildkonstnärer och scenkonstnärer. Stiftelsen tar inte emot ansökningar. Utdelningen baserar sig på utlåtanden av ett antal sakkunniga.

## Historik
Stina Nicolaisen (född Krook) grundade Stina Krooks Stiftelse 1977 med ett startkapital på 300 000 finska mark. Grundplåten kom från försäljningen av Survo gård i Jyväskylä. Gården hade hon och systern Brita Ulfstedt ärvt efter fadern, bergsrådet Bruno Krook. 
Stiftelsens avkastning skulle användas till pris och stipendier, för främst finlandssvenska bild- och scenkonstnärer "både yngre som behöver hjälp att komma fram och äldre som behöver stimulans". Stina Nicolaisen var själv ordförande i stiftelsen fram till sin död 1987. Till styrelsemedlemmar utsåg hon några av sina nära vänner på studentnationen Nylands nation, Curt Olsson, K. Erik Stenius och Georg Henrik von Wright samt Carl-Olaf Homén.
Fram till 2013 har mer än 300 pris och stipendier delats ut till ett sammanlagt belopp om 1 790 851 euro.

## Jubileumsutställning
Stiftelsen har tagit initiativ till utställningen "Den osynliga damen, Rouva Näkymätön, The Invisible Lady" på Amos Andersons konstmuseum från 16 augusti till 21 oktober 2013. I historiken över stiftelsen Den osynliga damen. Stina Krooks Stiftelse 1976-2013 (2013), som är författad av fil.dr Erik Kruskopf, presenteras även grundaren Stina Nicolaisen. En förteckning över alla stipendiater och pristagare 1977-2012 ingår i boken. Stina Krooks Stiftelse har etablerat sig som en framgångsrik och stimulerande faktor i det finländska kulturlivet.